# 克里斯托弗·琼斯 (水球运动员)
克里斯托弗·琼斯（英語：Christopher Jones，1884年6月23日—1937年12月18日），英国男子水球运动员。他曾代表英国参加1920年夏季奥林匹克运动会水球比赛，获得一枚金牌。他也曾从事橄榄球运动，但在第一次世界大战后结束了橄榄球生涯。